# Lisa Martinek
Lisa Martinek (ur. 11 lutego 1972 w Stuttgarcie, zm. 28 czerwca 2019 w Grosseto) – niemiecka aktorka teatralna, filmowa i telewizyjna.

## Biografia
Lisa Martinek studiowała aktorstwo na Uniwersytecie w Hamburgu w latach 1993–1997. W tym czasie występowała również w Thalia Theatre w Hamburgu i występowała w kilku produkcjach telewizyjnych i filmowych. Od 1997 do 2001 roku była członkiem teatru w Lipsku, a następnie współpracowała z teatrami we Frankfurcie i Berlinie. Za rolę kurierki rowerowej; Leny w filmie Härtetest była nominowana do niemieckiej nagrody filmowej w 1998 roku. Była także nominowana do niemieckiej nagrody telewizyjnej w kategorii najlepszej prowadzącej. Zagrała u boku zdobywcy Oscara Christopha Waltza w remake’u telewizyjnym Helmuta Käutnera Zaangażowanie w Zurychu z 2007 r.
Zmarła 28 czerwca 2019 roku  prawdopodobnie wskutek utonięcia podczas nurkowania wraz z mężem w czasie wakacji spędzanych z rodziną we Włoszech.